# Podnoszenie ciężarów na Letnich Igrzyskach Olimpijskich 1996
Podnoszenie ciężarów na Letnich Igrzyskach Olimpijskich 1996 w Atlancie odbyło się w dniach 20 - 30 lipca w hali Georgia World Congress Center. W zawodach wzięło udział 243 sztangistów (tylko mężczyzn) z 77 krajów. W tabeli medalowej najlepsi okazali się reprezentanci Grecji z dwoma złotymi i trzema srebrnymi medalami. 

## Klasyfikacja medalowa
| Klasyfikacja medalowa | Klasyfikacja medalowa | Klasyfikacja medalowa | Klasyfikacja medalowa | Klasyfikacja medalowa | Klasyfikacja medalowa |
| --------------------- | --------------------- | --------------------- | --------------------- | --------------------- | --------------------- |
| Miejsce               | Reprezentacja         | Złoto                 | Srebro                | Brąz                  | Razem                 |
| 1.                    | Grecja                | 2                     | 3                     | 0                     | 5                     |
| 2.                    | Chiny                 | 2                     | 1                     | 1                     | 4                     |
| 3.                    | Rosja                 | 2                     | 1                     | 0                     | 3                     |
| 4.                    | Turcja                | 2                     | 0                     | 0                     | 2                     |
| 5.                    | Ukraina               | 1                     | 0                     | 1                     | 2                     |
| 6.                    | Kuba                  | 1                     | 0                     | 0                     | 1                     |
| 7.                    | Niemcy                | 0                     | 2                     | 1                     | 3                     |
| 8.                    | Bułgaria              | 0                     | 1                     | 2                     | 3                     |
| 9.                    | Korea Północna        | 0                     | 1                     | 1                     | 2                     |
| 10.                   | Kazachstan            | 0                     | 1                     | 0                     | 1                     |
| 11.                   | Australia             | 0                     | 0                     | 1                     | 1                     |
| 11.                   | Polska                | 0                     | 0                     | 1                     | 1                     |
| 11.                   | Rumunia               | 0                     | 0                     | 1                     | 1                     |
| 11.                   | Węgry                 | 0                     | 0                     | 1                     | 1                     |

## Medaliści
| Konkurencja                | Złoto                | Wynik    | Srebro            | Wynik    | Brąz             | Wynik    |
| Waga musza (-56 kg)        | Halil Mutlu          | 287,5 kg | Zhang Xiangsen    | 280,0 kg | Sewdalin Minczew | 277,5 kg |
| Waga kogucia (-59 kg)      | Tang Lingsheng       | 307,5 kg | Leonidas Sambanis | 305,0 kg | Nikołaj Peszałow | 302,5 kg |
| Waga piórkowa (-64 kg)     | Naim Süleymanoğlu    | 335,0 kg | Walerios Leonidis | 332,5 kg | Xiao Jiangang    | 332,5 kg |
| Waga lekka (-70 kg)        | Zhan Xugang          | 357,5 kg | Kim Myong-nam     | 345,0 kg | Attila Feri      | 340,0 kg |
| Waga średnia (-76 kg)      | Pablo Lara           | 367,5 kg | Joto Jotow        | 360,0 kg | Chon Chol-ho     | 357,5 kg |
| Waga lekkociężka (-83 kg)  | Piros Dimas          | 392,5 kg | Marc Huster       | 382,5 kg | Andrzej Cofalik  | 372,5 kg |
| Waga półciężka (-91 kg)    | Aleksiej Pietrow     | 402,5 kg | Leonidas Kokas    | 390,0 kg | Oliver Caruso    | 390,0 kg |
| I waga ciężka (-99 kg)     | Akakios Kachiaswilis | 420,0 kg | Anatolij Chrapaty | 410,0 kg | Denys Hotfrid    | 402,5 kg |
| II waga ciężka (-108 kg)   | Timur Tajmazow       | 430,0 kg | Siergiej Syrcow   | 420,0 kg | Nicu Vlad        | 420,0 kg |
| Waga superciężka (+108 kg) | Andriej Czemierkin   | 457,5 kg | Ronny Weller      | 455,0 kg | Stefan Botew     | 450,0 kg |